# Nicolás Arroyo
Nicolás Arroyo Márquez (La Habana, 31 de agosto de 1917-Washington D. C., 13 de julio de 2008) fue un arquitecto, diplomático y ministro cubano. Fue el último embajador cubano en Estados Unidos en 1958 antes de ascenso de Fidel Castro al poder. Anteriormente, ocupó la cartera Ministerio de Obras Públicas de Fulgencio Batista (1952–1958).

## Biografía
Arroyo era el tercer de cinco hijos del abogado Nicolás Arroyo y Hortensia Márquez. Estudió arquitectura en la Universidad de La Habana en 1941. En diciembre de 1942, se casó con la arquitecta Gabriela Menéndez García-Beltrán, que conoció en la universidad, y formaron la firma "Arroyo y Menéndez." Entre sus proyectos, figuran el Palacio de los Deportes (hoy Ciudad Deportiva), el Teatro Nacional y el Hotel Habana Hilton (rebautizado luego como Habana Libre). Junto con Eugenio Batista impulsaron la incorporación de Cuba en 1944 a asistir al Congreso Internacional de Arquitectura Moderna, un cónclave fundado por Le Corbusier para fomentar la arquitectura moderna y fijar los contornos de las urbes del futuro.
Desde 1952, ocupó el cargo de Ministro de Obras Públicas en el Gobierno de Fulgencio Batista. Una de sus grandes aportaciones fue la creación en 1954 de la Junta de Planificación de Cuba, que estableció los llamados planes reguladores para el desarrollo urbanístico y vial del país. También promovió la construcción del túnel de la bahía de La Habana (1956) y la Vía Monumental a Varadero (1957).
Arroyo fue embajador cubano en Estados Unidos de 1957 a 1958. Después de la revolución cubana en 1959, se instaló en Washington D. C., y estableció un gabinete de arquitectura enfocada en proyectos residenciales y comerciales. También tenía intereses comerciales en Sudamérica y Arlington, Virginia.  Arroyo fue miembro del Instituto Americano de Arquitectos y sirvió en la Comisión de Bellas Artes de Estados Unidos de 1971 a 1976.